# Polterberg
Der Polterberg im Hamburger Stadtteil Blankenese ist mit einer Höhe von 83,9 m ü. NHN die vierthöchste Erhebung der Hansestadt und Teil des Blankeneser Elbhangs. Er befindet sich 300 m südöstlich des Baursbergs (91,6 m) und 490 m nordwestlich des Wasebergs (86,6 m), dem zweit- und dritthöchsten Berg Hamburgs, im Landschaftsschutzgebiet Altona-Südwest, Ottensen, Othmarschen, Klein Flottbek, Nienstedten, Dockenhuden, Blankenese, Rissen. Die Elbe ist nur 420 m entfernt.
Auf dem Polterberg liegt das Krankenhaus Tabea, eine Spezialklinik für orthopädische und neurochirurgische Erkrankungen sowie Venen- und Dermatochirurgie, die 1940 eingeweiht wurde. Die steile Südflanke ist bewaldet und von Wanderwegen durchzogen, über die auch die Europäischen Fernwanderwege E1 und E9 sowie der Elbhöhenweg führen. Am Übergang zum Waldpark Falkenstein befindet sich der Römische Garten. Östlich liegt Schinckels Park.

## Nachweise
1. 1 2  Geoportal Hamburg, abgerufen am 24. Juni 2023
2. ↑  Krankenhaus Tabea Hamburg – Über uns, tabea-fachklinik.de, abgerufen am 24. Juni 2023